# Dada Life
Dada Life – szwedzki duet wykonujący muzykę electro house. Członkami grupy są Olle Corneer i Stefan Engblom.
W 2010 r. zespół znalazł się na liście najlepszych DJ-ów „Top 100 DJ Magazine” i zajął 86. miejsce. Popularność Dada Life wzrosła w ciągu następnego roku i w październiku 2011 roku zespół był już w tym samym magazynie na 38. miejscu.

## Single

### 2006
- Big Time

### 2007
- The Great Fashionista Swindle
- This Machine Kills Breakfasts
- We Meow, You Roar

### 2008
- Sweeter Than Fever
- Your Favourite Flu
- Fun Fun Fun
- The Great Smorgasbord
- Cash In Drop Out

### 2009
- Happy Hands & Happy Feet
- Sweet Little Bleepteen
- Let's Get Bleeped Tonight
- Smile You're On Dada
- Love Vibrations

### 2010
- Just Bleep Me (Satisfaction)
- Cookies With a Smile
- Tomorrowland Anthem / Give In To The Night
- Unleash the F***ing Dada

### 2011
- White Noise / Red Meat
- Fight Club Is Closed (It's Time For Rock'n'Roll)
- Happy Violence
- Kick Out The Epic Motherfucker

### 2012
- Rolling Stones T-Shirt
- Feed The Dada

### 2013
- Born To Rage
- Boing Clash Boom

### 2014
- One Smile
- Freaks Have More Fun

## Remiksy

### 2007
- Tonite Only – Where The Party's At (Dada Life Remix)

### 2009
- Alex Gopher – "Handguns (Dada Life Remix)"
- Dimitri Vegas & Like Mike – "Under The Water (Dada Life Remix)"
- Moonbootica – "The Ease (Dada Life Remix)"
- Moonflower & Abs – "Feel Free (Dada Life Remix)"
- Super Viral Brothers – "Hot Chocolate (Dada Life Remix)"
- Albin Myers – "Times Like These (Dada Life Remix)"
- Eric Prydz – "Pjanoo (Dada Life Guerilla Fart Edit)"

### 2010
- Mvsevm – "French Jeans (Dada Life Remix)"
- Young Rebels & Francesco Diaz – Damascus (Dada Life Remix)
- Erik Hassle – "Hurtful (Dada Life Remix)"
- Gravitonas – "Kites (Dada Life Remix)"
- Tim Berg – "Alcoholic (Dada Life Remix)"
- Kaskade – "Dynasty (Dada Life Remix)"
- Dan Black feat. Kid Cudi – "Symphonies (Dada Life Remix)"
- Chickenfoot – "Oh Yeah (Dada Life Remix)"
- Kylie Minogue – "All The Lovers (Dada Life Remix)"
- Gravitonas – "Religious (Dada Life Remix)"
- Martin Solveig feat. Dragonette – "Hello (Dada Life Remix)"
- Bart Claessen – "Catch Me (Dada Life Remix)"
- Malente – "Music Forever (Dada Life Remix)"
- Boy 8-Bit – "Suspense Is Killing Me (Dada Life Guerilla Fart #5)"
- Staygold – "Video Kick Snare (Dada Life Remix)"
- Designer Drugs – "Through the Prism (Dada Life Remix)"

### 2011
- Lady Gaga – "Born This Way (Dada Life Remix)"
- Hardwell – "Encoded (Dada Life Remix)"
- Mustard Pimp – "ZHM (Dada Life Remix)"
- David Guetta & Taio Cruz – "Little Bad Girl (Dada Life Remix)"
- Duck Sauce – "Big Bad Wolf (Dada Life Remix)"
- Chuckie – "Who Is Ready To Jump (Dada Life Remix)

### 2012
- Afrojack & R3hab - "Prutataaa (Dada Life Remix)"
- Mylo - "Drop The Pressure (Dada Life Guerilla Fart #14)"
- Madonna - "Girl Gone Wild (Dada Life Remix)"
- Kaskade - "Llove (Dada Life Remix)"
- Justin Bieber - "Boyfriend (Dada Life Remix)"

### 2013
- Marina and the Diamonds - "How To Be A Heartbreaker (Dada Life Remix)"
- Bingo Players - "Out Of My Mind (Dada Life Remix)"

## Albumy

### 2009;
- Just Do the Dada

### 2010;
- Just Do the Dada (Extended and Remixes)

### 2012;
- The Rules of Dada